# Zsidó filozófia
A zsidó filozófia a filozófiai tanulmányok kapcsolatát írja le a zsidó vallási hagyományok tartalmaival. Kezdetét általában Alexandriai Philónnak tulajdonítják eszmetörténeti szempontból, aki az ókori Görögország és a judaizmus bölcsességét egyaránt beépítette filozófiájába, és igyekezett összeolvasztani és harmonizálni őket.
További gyökereit Szaadja gaon, Bahja ibn Pakuda, ibn Gabirol és ibn Ezra műveiben kell keresni.

## Történet
A fejlődésének hat fő korszaka van: az első korszak (Ószövetség), a hellenisztikus időszak, a középkori zsidó filozófia, a reneszánsz zsidó filozófia, az újkori zsidó filozófia és a modern korszak.

### Első korszak
A zsidó filozófia fejlődésének legősibb korszaka szorosan összefügg és nagyrészt egybeesik a Tanakh (az Ószövetség) szent szövegeinek megírásának és a zsidó kánon kialakulásának időszakával. A prédikátor könyvét gyakran az egyetlen valódi filozófiai műnek tekintik a héber Bibliában; szerzője az ember világban elfoglalt helyét és az élet értelmét igyekszik megérteni.

### Hellenisztikus korszak
A hellenisztikus korszak kezdetével a zsidó filozófiai gondolkodás előtörténete véget ér. A mai értelemben vett zsidó filozófia a hellenisztikus világ zsidó diaszpórájában jelent meg és a görög filozófia (különösen az újplatonizmus és a sztoicizmus) zsidó vallására gyakorolt hatásának eredményeként jött létre.
A zsidó hellenisztikus kultúra valójában a Tanakh görögre fordításával kezdődött (Septuaginta). Egyes kutatók úgy vélik, hogy Görögország filozófiai hatásai már ebben a fordításban is megtalálhatók. Ezt közvetve bizonyítja „Ariszteász levele Philokratészhez", a zsidó-görög irodalom legkorábbi fennmaradt műve.
Az első zsidó filozófus, aki megpróbálta a görög filozófiát a zsidó doktrína nézőpontjából értelmezni, valószínűleg Alexandriai Arisztobulosz volt, aki a Kr.e. 2. század közepén élt. A Septuagintáról írt allegorikus kommentár szerzője. Arisztobulosz művében kifejti, hogyan kell érteni a bibliai antropomorfizmust: az Isten „kezére”, „leszállására” való hivatkozások csak metaforák, amelyek az isteni erő megnyilvánulására utalnak.
A hellenisztikus korszak legkiemelkedőbb zsidó filozófusának Philónt tartják. Philón érezhető hatást gyakorolt a keresztény filozófiára is, különösen a patrisztika fejlődésére. Fel is támadt egy legenda, miszerint titkos keresztény volt.

### Középkor
A középkori zsidó filozófia tovább formálódik Júda Halévi (1075–1141) munkásságában, majd az arisztotelianizmus felbukkanása van nagy hatással rá.
Ismert középkori alakja még Avicebron (Ibn Gabirol, 1021–1058). Szerinte minden lét Isten akaratából az anyag és a forma egyesítése által jut létezéshez. Minden létező az egyetemes anyagból tevődik össze (Isten kivételével), még a szellemi lények is.
A középkori zsidó filozófia legnagyobb alakja Mose ben Maimon, azaz Maimonidész (1135–1204) volt. Azt szerette volna bebizonyítani, hogy az ógörög filozófia – mindenekelőtt Arisztotelész tanai – nincsenek ellentétben Izrael ősi hitével. Negatív teológiát képviselte, azaz azt hirdette, hogy Isten lényegéről csak tagadó módon lehet beszélni. Az affirmációk, csak a hatásaira vonatkoznak a lényegére nem. Maimonidész fő munkáját Misné Torá-t 1180-ban fejezte be Kairóban.
A 12. századtól a zsidó újplatonizmus önálló formában a Kabbalává fejlődött ki, amelynek vezérgondolata az emanáció tana volt.
A középkori zsidó filozófia jelentősebb képviselői:
- Szaadja gaon: a középkor első jelentősebb zsidó filozófusa, a zsidó racionalista filozófia megalapítója.
- Izsák Iszraeli ben Solomon
- Salamon ibn Gavirol
- Bahja ibn Pakuda
- Abraham ben-Hiya (1065-1136)
- Joszef ben Jakov ibn Tzaddik (megh. 1149)
- Mózes ibn Ezra
- Ábrahám ibn Ezra
- Júda Halévi
- Ábrahám ibn Daud
- Maimonidész (1135—1204),
- Hillel ben Samuel (kb. 1220-1295)
- Lévi ben Ábrahám
- Gersonidész (1288—1344),
- Moshe Narboni (14. század)
- Hászdái ben Júda Kreszkasz (1340—1410)

### Reneszánsz
Kreszkasz után megkezdődött a középkori zsidó filozófia hanyatlása. Elveszítette korábbi eredetiségét, tartalmilag eklektikusabbá vált. A legtöbb filozófus inkább ortodox álláspontot vesz fel.
Ennek ellenére egyes zsidó gondolkodók megpróbálták írásaikban kifejezni egy új korszak – a reneszánsz – irányzatait. Izsák Abrabánel ( 1437-1508 )  volt az egyik első zsidó tudós, akinek filozófiai írásai a reneszánsz humanizmus koncepcióinak hatását tükrözték.

### Újkor
A felvilágosodás eszméit, amelyek a 17. század második felében Angliában keletkeztek, és a 18. században Európában is elterjedtek, a zsidó gondolkodók is átvették.
- Baruch Spinoza az az újkor első zsidó filozófusa, a felvilágosodás kiemelkedő európai gondolkodója. Annak ellenére, hogy a Spinoza fő művében, az Etikában megfogalmazott panteista rendszer ellentmond a hagyományos zsidó hiedelmeknek, egyes kutatók szerint [4] komoly okok indokolják, hogy Spinozát a zsidó filozófusuk közé sorolják. Spinoza jelentős mértékben hozzájárult a zsidó filológia fejlődéséhez Héber nyelvtan című művével (1677).
- Moses Mendelssohn a zsidó felvilágosodás legkiemelkedőbb filozófiai alakjaként tartják számon. Nézete alapján a vallás minden ember számára elérhető racionális és erkölcsi igazságokból áll. Mendelssohn szerint a judaizmus nem kinyilatkoztatásban adott vallás, hanem kinyilatkoztatásban adott törvénykezés. A judaizmus, amennyiben vallás, egybeesik az értelem vallásával.
- Szalomon Majmon a felvilágosodás egyik legtehetségesebb zsidó filozófusa. Továbbfejlesztette a kanti filozófia gondolatait, és Moses Maimonidész „More nevuhim” című művéhez összeállított egy kiterjedt kommentárt, melyben a kanti rendszer szellemében elemezte Maimonidészt.
- Nachman Krokhmal a zsidótudomány egyik alapítója. Nézeteit Maimonidész és Ibn Ezra, valamint a német filozófusok, Kant, Schelling és különösen Hegel alakították.
- Szolomon Formstecher, a judaizmus reformmozgalmának vezetője.
- Moritz (Moshe) Lazarusz filozófus és pszichológus, az úgynevezett néppszichológia egyik megalapítója.[5] Legjelentősebb zsidóproblémáknak szentelt munkája A judaizmus etikája.

### Modern kor
Neokantianizmus és judaizmus
- Hermann Cohen (1842-1918) német zsidó idealista filozófus, a neokantianizmus marburgi iskolájának vezetője
- Leo Baeck (1873-1956) német-lengyel származású rabbi, filozófus, a progresszív judaizmus vezetője

A zsidó egzisztencializmus és a párbeszéd filozófiája
- Franz Rosenzweig (1886-1929)
- Martin ( Mordechai ) Buber (1878-1965) a leghíresebb zsidó egzisztencialista filozófus

A 20. századi judaizmus vallásfilozófiája
- Abraham Yitzhak Chook (1865-1925)
- Yosepf Ber Soloveichik (1903-1993) a 20. század legnagyobb vallási tekintélye
- Eliezer Berkovich (1908-1992)
- Fackenheim Emil (1916 - 2003)

Modern zsidó filozófia
- Yeshayahu Leibovich (1903-1994), a 20. század egyik kiemelkedő zsidó gondolkodója, a " Judaizmus , a zsidó nép és Izrael állam " ( 1975 ) című könyv szerzője, amely egy időben nagy visszhangot és vitákat váltott ki a zsidó tudósok között.
- Nathan Rotenstreich (1914-1993) izraeli filozófus, számos könyvet szentelt a modern zsidóság problémáinak.

Humanista judaizmus
A világi vagy humanista judaizmus  mozgalmának alapítója Sherwin Theodore Vine (1928-2007) amerikai filozófus, rabbi. Művében azt javasolja, hogy hagyjanak fel a judaizmus vallási tartalmával. Ehelyett a Vine egy nem vallásos, humanista alternatívát kínál, gyökeresen új utat kínálva a zsidóságnak. Nézetét számos zsidó tudós és filozófus hevesen bírálta.

## Fordítás
- Ez a szócikk részben vagy egészben  a(z)   Еврейская_философия című orosz Wikipédia-szócikk fordításán alapul.  Az eredeti cikk szerkesztőit annak laptörténete sorolja fel. Ez a jelzés csupán a megfogalmazás eredetét és a szerzői jogokat jelzi, nem szolgál a cikkben szereplő információk forrásmegjelöléseként.